# 古滕科冰原島峰
古滕科冰原島峰（英語：Gutenko Nunataks）是南極洲的冰原島峰，位於瑪麗伯德地，屬於福特山脈的一部分，在1940年由美國研究隊拍攝空中照片，現時由南極條約體系管理。
76°53′S 143°40′W / 76.883°S 143.667°W